# Turecké hvězdy

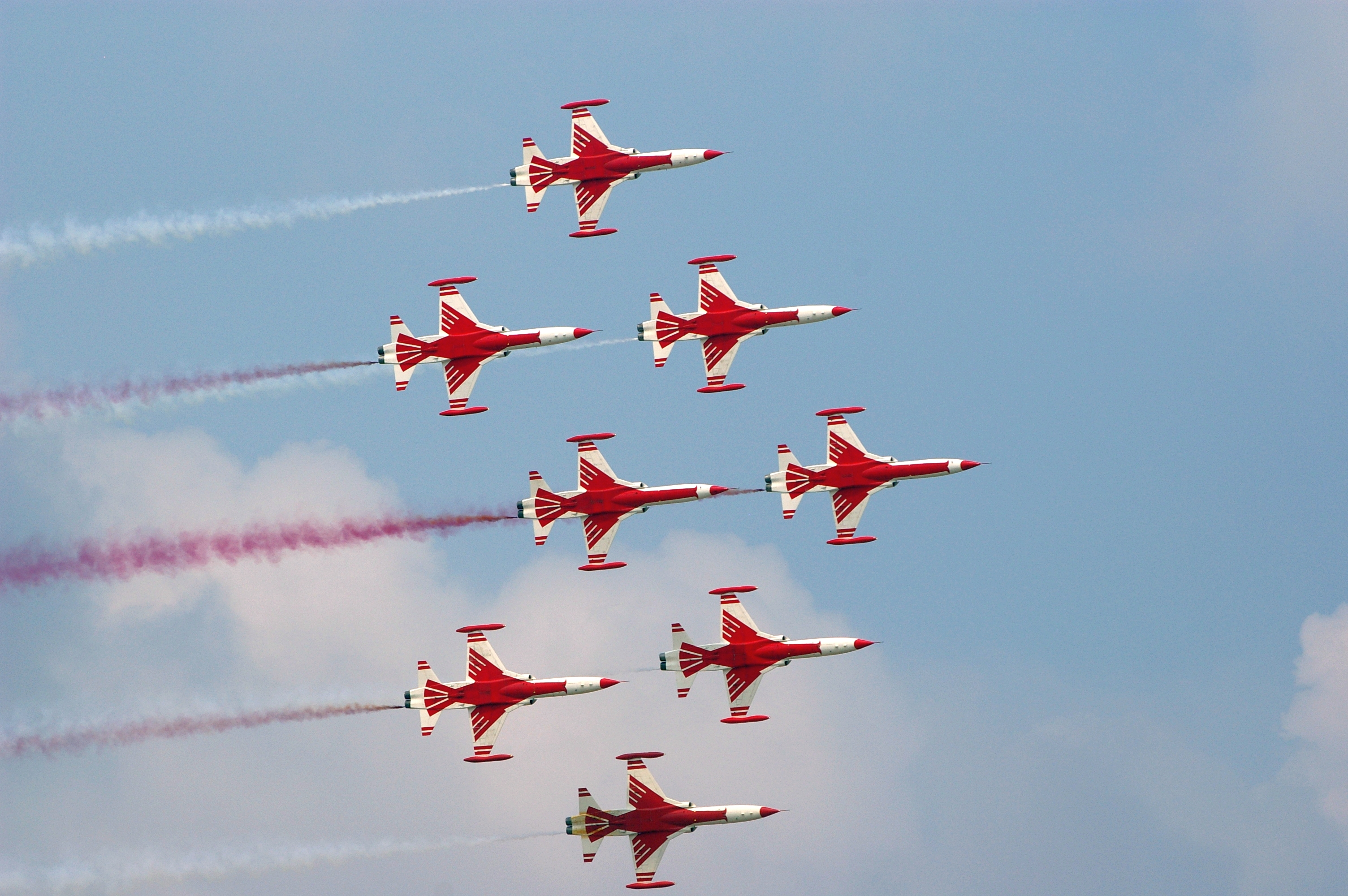
Turecké hvězdy v maďarském Kecskemétu

Turecké hvězdy (turecky Türk Yıldızları, anglicky Turkish Stars) je akrobatická letka tureckého vojenského letectva. Byla zformována 7. listopadu 1992 velitelem tureckého letectva, který vybral čtyři zkušené piloty jako jádro nově vzniklého předváděcího týmu. Letci byli přidělen jako instruktoři k 132. Filo (peruť) na základně Konya, Anapolia. Následně byli vysláni na stáže do Kanady, Itálie a Velké Británie k získání potřebných zkušeností z praktického výcviku tamních týmů Snowbirds, Frecce Tricolori a Red Arrows. Dne 11. ledna 1993 byla letka pojmenována stávajícím názvem. 

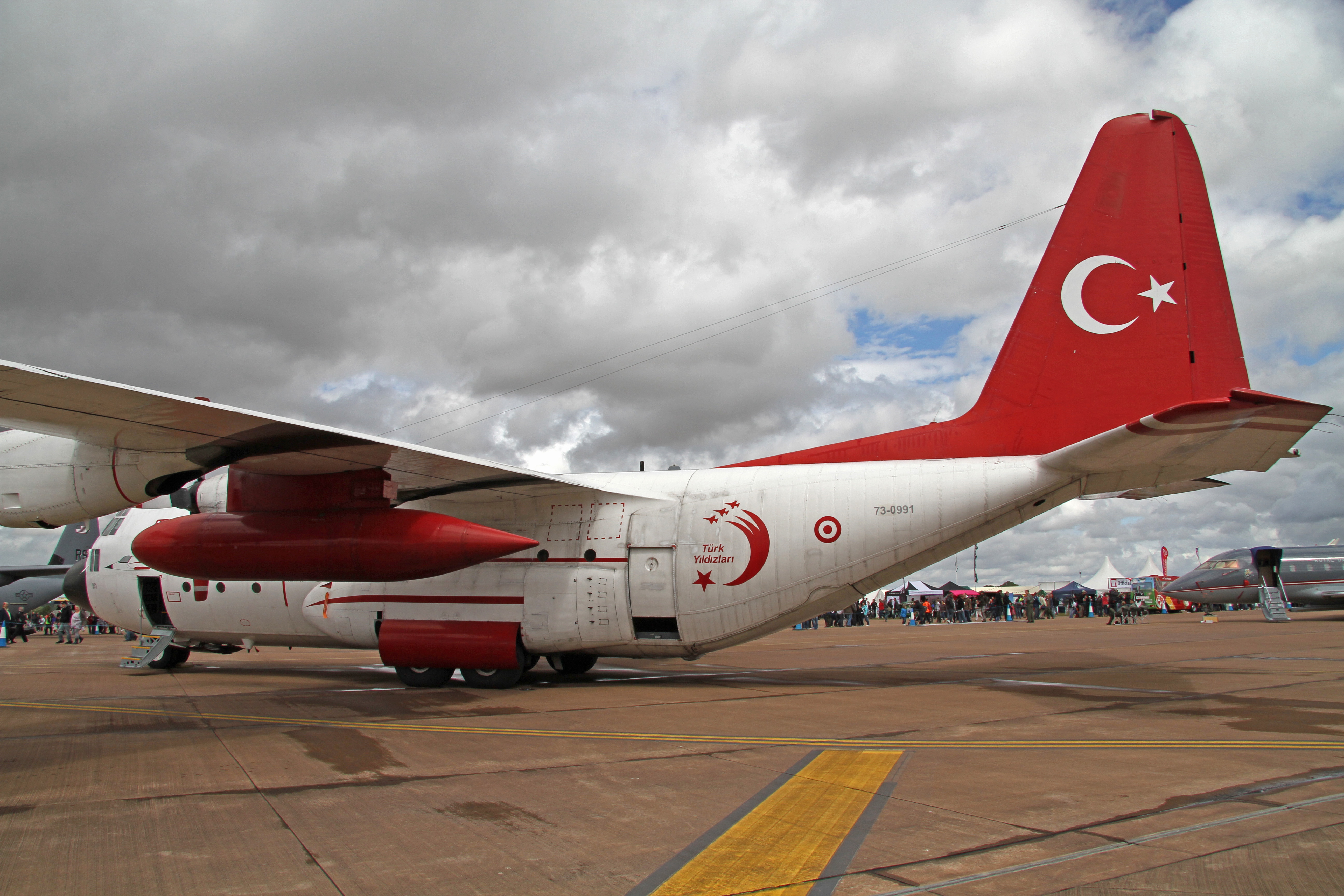
Doprovodný Lockheed C-130 Hercules 1 akrobatického týmu Turecké hvězdy

Poprvé se akrobatický tým předvedl v sedmičlenném složení v říjnu 1994 na turecké základně Diyarbakir. V roce 1995 se skupina poprvé uvedla v zahraničí na leteckém dni belgického vojenského letectva na základně Kleine Brogel. K 11. lednu 1997 byl Türk Yildizlari Akrobasi Timi ustanoven jako nezávislá jednotka 134. Filo na základně Konya. Hlavní část skupiny tvoří 13 pilotů, včetně komentátora ukázky.
Základní podmínkou členství Tureckých hvězd je nálet minimálně 300 hodin na strojích NF-5A, nebo celkový nálet 800 hodin. Pro vedoucího skupiny je stanoven minimální nálet 800 hodin na NF-5, nebo 2000 hodin celkem. Převážná část pilotů týmu pochází od 132. a 133. Filo určených k zdokonalovacímu taktickému a zbraňovému výcviku (132. peruť), nebo jako přeškolovací pro nové piloty na typ F-16 (133. peruť). Z jejich příslušníků si pak vedoucí týmu vybírají a zkouší případné adepty.
Po přijetí do akrobatické skupiny absolvuje každý pilot roční výcvikový program zaměřený na létání v těsné skupině, přičemž nejdříve se začíná lety ve dvojici. S rostoucí vylétaností se přidávají další letouny a náročnější akrobatické prvky. Cvičení piloti absolvují dva lety denně a jejich schopnosti jsou neustále prověřovány instruktory týmu. Vedle přípravy na vystoupení se piloti akrobatických Freedom Fighterů účastní také standardního výcviku včetně střeleb s jednotkami 132. a 133. Filo.
Létá na 12 nadzvukových letadlech Northrop F-5 Freedom Fighter (NF-5A/B), které turecké letectvo získalo na přelomu 80. a 90. let 20. století od nizozemského letectva. Pro zvýšení efektu akrobatického vystoupení byly na letouny instalovány vyvíječe dýmu, navržené a montované opravárenským centrem tureckého letectva. Koncové křídelní nádrže byly upraveny pro nesení paliva pro vyvíjení dýmu, které je odváděno speciálním rozvodem k výstupním tryskám motorů.